# 영화 기술의 역사
이 글은 영화의 기술 양식을 나열하고 소개하는 글이다.

## 표준사이즈 영화
극장용 영화는 토머스 에디슨(미국)과 뤼미에르 형제(프랑스)의 발명 이래 퍼포레이션(필름 운동용 구멍)이 뚫린 35mm 너비의 필름이 쓰였으며, 그 화면의 가로·세로의 비율도 4:3 (1.33: 1)을 지켰었다. 토키 이후 사운드 트랙을 녹음하기 위하여 가로 너비가 좁아지고 정사각형에 가까운 화면이 된 때도 있었으나 오래지 않아서 세로의 치수를 줄여서 원래의 1.33:1의 비율로 돌아와 오랫동안 표준 사이즈로 되어 있었다. 이 사이즈는 현재도 변함이 없으나, 와이드 스크린 시대의 출현에 따라 사실상 표준 영사(映寫) 사이즈로서의 지위를 상실하게 되었다.

## 와이드스크린 영화
1950년대에 들어서서 텔레비전 보급에 대항하기 위하여 영화계는 와이드스크린(widescreen) 영사법을 개발, 새로운 단계를 맞이했다. 현재의 극장용 영화는 예외적인 경우를 제외하고는 모두가 와이드 스크린 영사용으로 제작되어 있다. 와이드스크린 영화는 한때 여러 가지 규격으로 나왔었으나 현재에는 다음 방식으로 통일되었다고 할 수 있다.

## 70mm 대형영화
1955년에 발표된 70mm 너비의 대형 필름을 사용하는 토드 A. O.(제1작은 <오크라호마！>) 이후 초(超)와이드 스크린 시대를 개척한 시스템으로서, 촬영에 애너머퍼틱 렌즈를 사용하지 않는 것(토드 A. O. 수퍼 테크니라마, 파나비전 70 등)과 촬영할 때 애너머퍼틱 렌즈를 사용하는 것(울트라 파나비전, MGM 카메라 65 등)이 있는데 모두가 영사용 프린트는 70mm의 대형 필름으로, 애너머퍼틱 렌즈는 사용치 않고 표준화되어 있다. 화면의 가로 세로의 비는 시네라마와 같이 2대 1이다.

## 입체영화
입체영화의 기술은 오래전부터 개발되어 왔으나 좌우의 눈의 시차(視差)를 이용하여 입체감을 준다는 원리는 변함이 없다. 1953년에 편광(偏光) 안경을 사용하는 입체영화가 출현하여 한때 유행했으나 2대의 영사기를 동시에 돌리고, 또 안경을 필요로 한다는 불편 때문에 오래 가지 못했다. 현재 특수 스크린과 영사 각도에 따른 안경이 필요 없는 입체영화를 러시아와 그 밖의 여러 나라에서 연구하고 있는 형편이다.

## 다중스크린 시스템
1950년대에 체코에서 라테르나 마지카라는 스크린을 여러 개로 분할한 새로운 표현 방법이 발표된 이래, 영화의 시각적 기능의 다면성(多面性)을 탐구하는 시스템이 활발해졌다. 십수대의 영사기를 사용하여 360도의 원형 스크린에 영사하는 서큐라마를 비롯하여, 몬트리올의 EXPO 67로 주목된 체코의  키노 오토마트와 디아포리에크랑, 캐나다의 5면의 스크린을 사용한 라비링스, 그 밖에 허다한 방식이 있어, 장래의 영화의 가능성을 시사하는 바가 많다.

## 소형영화
소형영화에는 널리 알려진 대로 16mm와 8mm가 있다. 종래에는 아마추어용으로밖에 사용되지 않았으나 광학계(光學系)와 감광재료의 발달에 따라 프로페셔널 용도에 쓰이게 되었고, 특히 16mm는 TV 영화의 발달에 따라 이 분야에서 가장 널리 사용되고 있으며, 또 8mm 영화도 실험영화에 쓰일 만큼 그 기능은 비약적으로 향상되고 있다. 또 소형영화는 자기녹음법(磁氣錄音法)의 발달로 토키화(化)도 널리 보급되고 있다.

## 같이 보기
- 영화의 역사